# Goitrogeno
I goitrogeni sono antinutrienti che inibiscono la funzione della tiroide interferendo con il metabolismo dello iodio, cosa che può comportare ipotiroidismo e aumento di volume della tiroide (gozzo).
In base al meccanismo di azione possono essere classificati in due gruppi:
- Sostanze che inibiscono l'assorbimento dello iodio nella ghiandola tiroidea
- Sostanze che inibiscono la formazione di composti di iodio organico